# Ferdinand Tobias Richter
Ferdinand Tobias Richter (Wurtzbourg, 22 juillet 1651 - Vienne, 3 novembre 1711) est un organiste et compositeur autrichien de l'époque baroque.
Son père, Tobias Richter († 1682), était vice-maître de chapelle à Mayence.
De 1675 à 1679 il a été organiste à l'abbaye d'Heiligenkreuz en Autriche méridionale. Il vient à Vienne en 1683 pour y être organiste à la cour impériale. En 1690 il est nommé premier organiste de la Cour impériale. Il y travaille jusqu'à sa mort. 
L'œuvre qu'il a laissée comme compositeur comprend plusieurs toccatas, cinq suites et autres compositions pour claviers. Il a composé aussi de la musique pour nombre de concerts d'écoles jésuites, des opéras et oratorios. Sa musique montre un sens dramatique affirmé.
En 1699 Johann Pachelbel a dédié son recueil Hexachordum Apollinis, une collection de pièces pour orgue ou clavecin incluant la fameuse Aria Sebaldina en fa mineur à Dietrich Buxtehude et à Ferdinand Tobias Richter qui était son ami à Vienne. 
Son fils Karl Richter (1690-1763) a été aussi organiste de la Cour impériale, où il servit de 1718 à 1751.